# Charaxes nandina
Charaxes nandina är en fjärilsart som beskrevs av Rothschild 1901. Charaxes nandina ingår i släktet Charaxes och familjen praktfjärilar. Inga underarter finns listade i Catalogue of Life.